# Gli eletti
Gli eletti (The Chosen) è un film del 1981 diretto da Jeremy Kagan e interpretato da Maximilian Schell, Rod Steiger e Robby Benson, tratto dal romanzo Danny l'eletto dello scrittore e rabbino statunitense Chaim Potok.

## Trama
Brooklyn, ultimi mesi della seconda guerra mondiale. Il liceale Reuven Malter fa parte di una comunità ebraica ortodossa moderna che secondo gli chassidim rinnega i fondamenti della propria fede. Durante una partita di baseball che si trasforma in uno scontro simbolico tra le due comunità, Reuven viene ferito ad un occhio dal giovane Danny Saunders. I due tentano di diventare amici nonostante le differenze culturali che li dividono. Reuven vuole diventare rabbino mentre Danny è attratto dalla psicologia ma è destinato a diventare Rebbe come suo padre, che non gli rivolge la parola se non per studiare il Talmud. Quest'ultimo è preoccupato dall'amicizia ma soprattutto dell'influenza che il padre di Reuven, un intellettuale sionista, potrebbe avere sul futuro di Danny. I due amici scelgono di frequentare insieme l'Hirsch College, ma più Danny sperimenta la vita "fuori dall'ovile", più il padre è convinto che possa tradire la sua eredità spirituale e gli proibisce di frequentare l'amico. Dopo un lungo periodo segnato dalla nascita dello Stato d'Israele, Danny potrà rivedere Reuven e allo stesso tempo riconciliarsi con il padre.

## Produzione
La genesi del film risale al luglio 1968, quando il produttore indipendente Arnold Nathanson opzionò i diritti del romanzo di Chaim Potok e Lester Colodny fu scelto per scrivere la sceneggiatura. Il progetto rimase nel cassetto fino al 1972, quando venne rilevato dai produttori Willard W. Goodman e Charles Roth, ma dovettero trascorrere altri quattro anni e nel 1976 Goodman tornò a prenderlo in considerazione con i produttori Roger Harrison e Steven Douglas Brown. La nuova sceneggiatura fu scritta da Edwin Gordon e sia Walter Matthau che Eli Wallach espressero interesse per la regia, che tuttavia fu affidata a Paul Bogart.
Le riprese furono fissate per la primavera del 1978 ma ancora una volta il progetto si interruppe, fino a quando nel 1980 Edie ed Ely Landau entrarono come produttori e assunsero il regista Jeremy Kagan, che si occupò anche di rivedere la sceneggiatura con l'approvazione di Potok (sebbene Gordon sia l'unico accreditato). Le riprese iniziarono a Brooklyn il 4 agosto 1980 e terminarono a fine settembre. Tra le location si riconoscono il Goldwater Memorial Hospital di Roosevelt Island e il complesso Polhemus Place nel quartiere di Park Slope. Il direttore del casting Joy Todd fu autorizzato dalla Screen Actors Guild ad assumere ebrei chassidici come comparse e per prepararsi ai loro ruoli gli attori principali studiarono il Talmud con un rabbino. Rod Steiger trascorse inoltre otto ore al giorno per due settimane imparando la lingua yiddish.
Nel 1983 l'autore del romanzo ha parlato del film in un'intervista per la rivista College People: «Quando è iniziata la produzione le persone che avevamo scelto avevano un curriculum assolutamente eccellente, avevano realizzato film di altissima qualità in passato. Ancora una volta è accaduto sulla base della fiducia e sono rimasto molto soddisfatto del risultato».
Oltre a Potok, che interpreta un insegnante, nel film compaiono anche gli attori Val Avery, Zvee Scooler, John Pankow e Bruce MacVittie, entrambi al debutto sul grande schermo, e Frank Maxwell nella sua ultima apparizione cinematografica.

## Distribuzione
Gli eletti debuttò nell'agosto 1981 al Montreal World Film Festival dove ottenne tre riconoscimenti. Nel febbraio 1982 fu proiettato al Festival di Berlino in una sezione speciale e il 30 aprile uscì negli Stati Uniti, in contemporanea al Cinema 5 Theater e al Beekman di New York e alla Laemmle Music Hall 3 di Los Angeles.
Il presidente israeliano della Rapid-American Corporation, Meshulam Riklis, aveva organizzato un programma di proiezioni speciali in 1000 cinema americani e tredici Paesi stranieri, allo scopo di raccogliere 50 milioni di dollari da devolvere a varie organizzazioni ebraiche. L'evento, costato 6 milioni a Riklis e chiamato "Celebration 33" in onore del trentatreesimo anniversario di Israele, prese il via l'11 maggio 1981 e in due settimane non riuscì a raccogliere più di 5-10 milioni.
In Germania Ovest, dopo la Berlinale è stato trasmesso solo sul piccolo schermo l'8 marzo 1989 con il titolo Die Erwählen.

### Date di uscita
- Stati Uniti (The Chosen) – 30 aprile 1982
- Australia (The Chosen) – 29 luglio 1982
- Paesi Bassi (The Chosen) – 24 marzo 1983
- Danimarca (De udvalgte) – 22 luglio 1983
- Finlandia (Isät ja jumalat) – 3 agosto 1984
- Portogallo (Os Escolhidos) – 10 gennaio 1985

## Critica
La critica Janet Maslin ha scritto sul New York Times che Gli eletti è «sicuramente un film delicatamente evocativo, con i suoi scorci di una cultura rigida e autosufficiente e i suoi ricordi di un tempo passato». Allo stesso tempo ha sottolineato che nel complesso il film non riesce a coinvolgere il pubblico: «le interpretazioni sono uniformemente fredde e misurate e la storia diventa meno coinvolgente di quanto potrebbe essere. L'amicizia tra Danny e Reuven è presentata abbastanza attentamente, ma non ha molto calore». Analogo è stato il giudizio di Melissa Anderson, che sulla rivista Time Out lo ha definito «un'omelia meritevole ma irrimediabilmente noiosa».
Nonostante la presenza di attori affermati come Rod Steiger e Maximilian Schell, gran parte delle attenzioni della critica erano rivolte a Robby Benson, lontano dal consueto ruolo di rubacuori di film sentimentali come Ode a Billy Joe (1976), Domani vinco anch'io (1977) e Castelli di ghiaccio (1978). Sempre Janet Maslin ha giudicato positivamente la sua prova e ha definito il suo personaggio «appassionato senza essere troppo zelante e pieno di una dolce curiosità indagatrice che non può fare a meno di conquistare la simpatia del pubblico».

## Riconoscimenti
- 1981 – Montreal World Film Festival

Miglior attore a Rod Steiger
Grand Prix des Amériques a Jeremy Kagan
Premio della Giuria Ecumenica, menzione speciale a Jeremy Kagan
- 1982 – National Board of Review Awards

NBR Top Ten Films
- 1987 – Festival du Film de Paris

Premio speciale della giuria a Jeremy Kagan

## Adattamenti teatrali
Il 6 gennaio 1988 al Second Theatre di New York, nel Lower East Side, ha debuttato un musical Off-Broadway ispirato al film e co-prodotto da Edie e Ely Landau, con George Hearn nel ruolo di Reb Saunders e Rob Morrow in quello di Reuven Malter. Il musical è andato in scena solo per cinque giorni, chiudendo il 10 gennaio. Nel 1999 è stato prodotto un altro adattamento non musicale andato in scena a Filadelfia e Pittsburgh e proseguito a Washington e in Florida nel 2001.